# Songyuepagoden

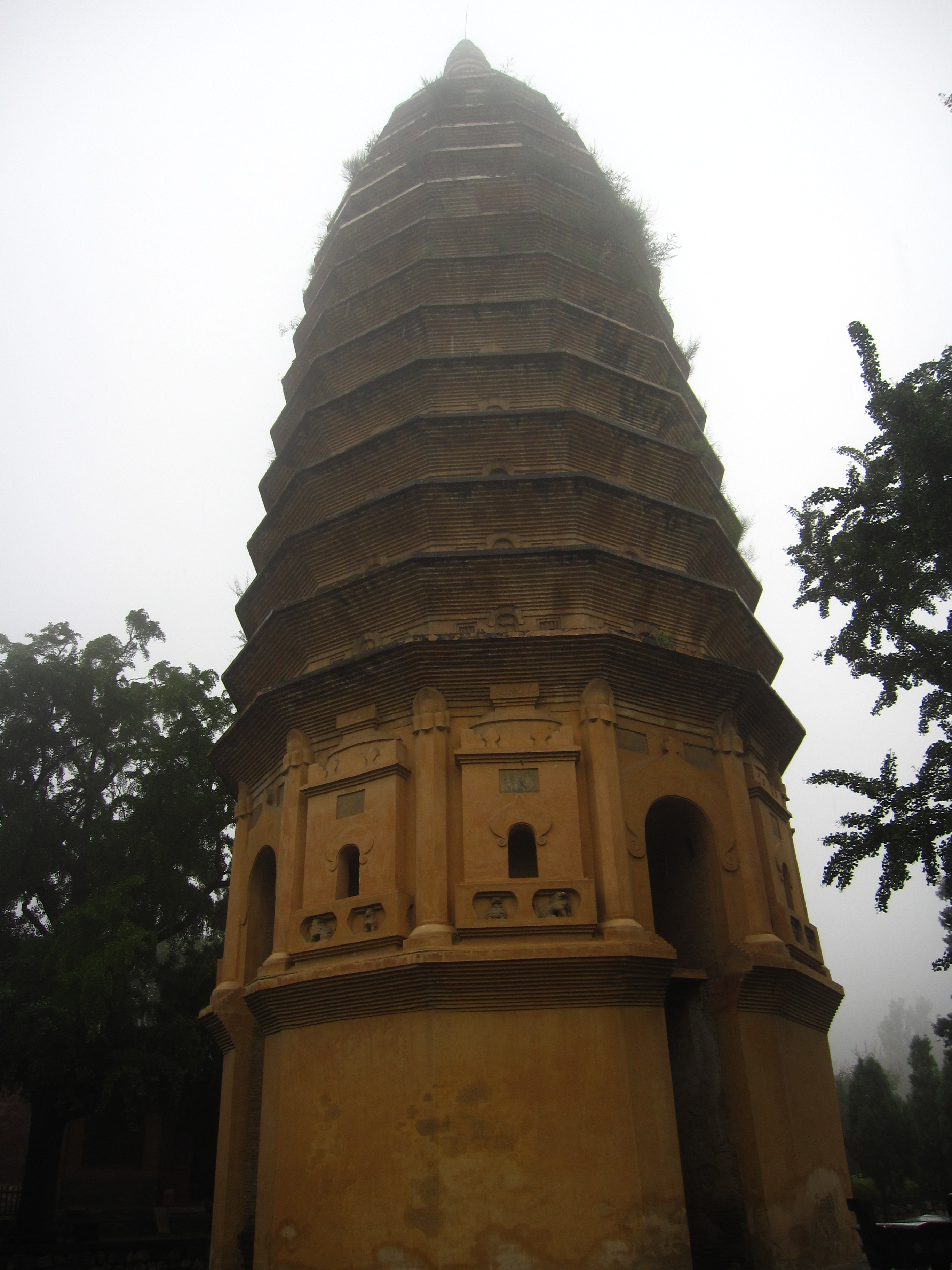

Songyuepagoden (kinesiska: 嵩岳 寺塔 sōng-yuè sì-tǎ) byggdes år 523 och ligger vid Songyueklostret på berget Songshan, i provinsen Henan, Kina. Denna pagod, uppförd under Norra Wei, är en av få intakta 500-talspagoder i Kina och även den tidigast kända kinesiska tegelstenspagoden. De flesta byggnader från perioden var gjorda i trä och har inte överlevt fram till vår tid.
Spridningen av Buddhismen påverkade dramatiskt den kinesiska arkitekturen. Till 500-talet hade buddhismen spridit sig med enorm kraft över hela Kina: Kinas kultur förändrades och anpassade sina traditioner för att omfatta Buddhistisk dyrkan.. Kina transformerade den avrundade jordhögen, sydasiens stupa, till den tornliknande pagoden för att hysa de heliga relikerna efter Buddha och dess kärna.
Den unika flersidiga Songyuepagoden antyder att den representerar ett tidigt försök att föra samman den kinesiska arkitekturen med raka kanter med den cirkelformade stilen i Indisk Buddhism. Pagodens omkrets minskar med höjden. Då denna förekommer i Indien och Centralasiens buddhistiska grottempels kolonner och senare runda pagoder i Kina, stödjer den förändrade pagodaformen över tid den Indiska buddhismens ursprungliga stilart.

## Stil
Songyuepagoden är med sina tolv sidor unik i sin form. Tornet är 40 meter högt och byggt med gulaktigt tegel som hålls samman med murbruk av lera. Det är den äldsta överlevande pagoden och var byggd vid en tid då, enligt källorna, närapå alla pagoder var byggda av trä.
Pagoden har en låg, slät tegelpiedestal eller bas, och en mycket hög första våning, vilket kännetecknar pagoder med flera takfötter, med balkonger som delar första våningen i två lager och dörrar som koppar samman de två delarna. De ornamenterade valvdörrarna och dekorativa absider eller nischer är utsökt skurna till tekannor eller lejon. Vid basen av dörrpelarna finns sniderier formade som lotusblommor och pelarnas kapitäler har utskurna pärlor och lotusblommor. Efter första våningen finns femton närliggande stora tak i linje med varje takfötterna och små gallerfönster. Pagoden uppvisar ett tät kluster med ornamenterade takfotsvinklar i dougongstil som smyckar varje våning. Inne i pagoden, är väggen cylindrisk med åtta nivåer av planlagda stenstöd för vad som troligen ursprungligen var trägolv. Nedanför pagoden finns en underjordisk serie med gravrum för att bevara kulturobjekt tillsammans med de döda. Den innersta kammaren har Buddhistreliker, avskrifter av Buddhistskrifter och Buddhastatyer.
I dess kärna har Songyuepagoden massiva centrala tegelstenspelare som varje våning är kopplad till. Trapporna, passagevägar, murarna, balkongerna och takfötterna är alla byggda i tegel eller sten och anslutna till varandra och till kärnpelaren, vilket ger en integrerad helhet. Golven hålls upp med bågar och staplade tegelstenar runt den centrala pelaren. Sett från utsidan, är den eleganta konturen av Songyuepagoden en smäcker parabel, ett resligt, vackert byggnadsverk som demonstrerar en hög nivå av konstnärlig design..